# Реджанг (язык)
Реджанг (индон. Bahasa Rejang) — один из австронезийских языков, распространён на юго-западе Суматры. Является родным для народа реджанг.

Образец реджангского письма.

По данным Ethnologue, количество носителей данного языка составляло 350 тыс. чел. в 2000 году.
На данном языке говорят в провинции Бенкулу — в районе населённых пунктов Арга-Макмур, Муара-Аман, Куруп и Капахианг, а также в провинции Южная Суматра — в округе Муси-Равас.
Графика — латиница и реджангское письмо.

## Диалекты и классификация
Выделяют следующие диалекты: кепахианг (кебанагунг), лебонг, муси (куруп), пасисир, равас.
Классификация языка реджанг не является очевидной и общепризнанной. В 2009 году Ричард Макгинн включил реджанг в состав группы бидайю (входит в состав даякских языков). В таком случае, реджанг может быть родственен языку насал, что, впрочем, окончательно не доказано.